# Fanatismus

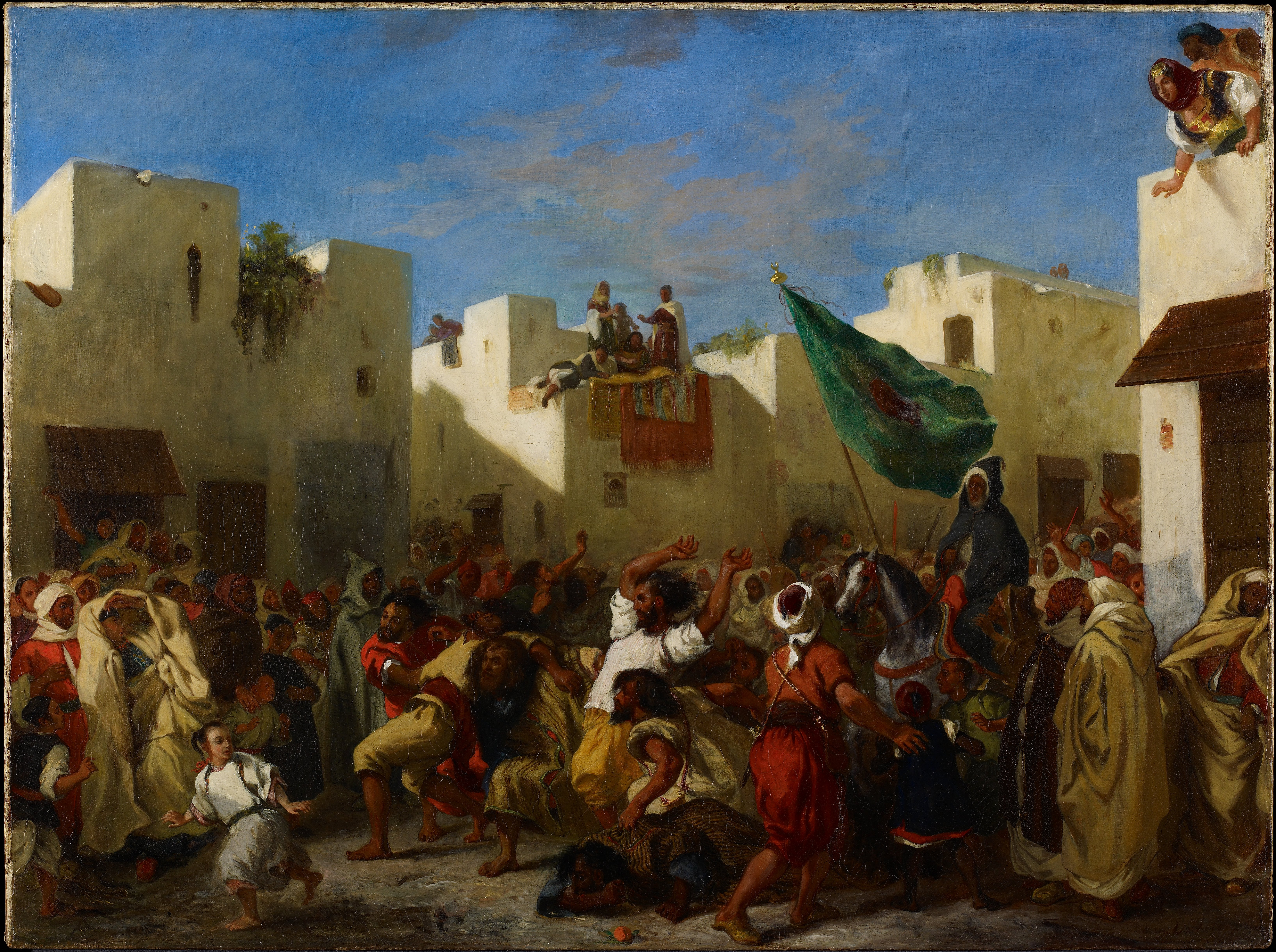
Die Fanatiker von Tanger
(Eugène Delacroix, Minneapolis Institute of Arts)

Als Fanatismus (vom fr.: fanatique oder lat.: fanaticus; ‚göttlich inspiriert‘) bezeichnet man eine Verbohrtheit bzw. das Besessensein von einer Idee, Vorstellung oder Überzeugung.

## Kennzeichen
Fanatismus im engeren Sinn ist durch das unbedingte Fürwahrhalten der betreffenden Vorstellung und meistens durch Intoleranz gegenüber jeder abweichenden Meinung gekennzeichnet.
Der Fanatiker will häufig andere von seinen Ansichten überzeugen („missionarischer Eifer“), lässt jedoch seinerseits keinerlei Zweifel an der Richtigkeit und dem besonderen Wert seiner Überzeugungen zu. Vielmehr verteidigt er sie gegen jede Infragestellung und ist dabei einer vernünftigen Argumentation nicht zugänglich. Die betreffende Vorstellung ist seinem kritischen Denken bzw. Reflexionsvermögen entzogen. Damit verbundene negative Konsequenzen für sich selbst oder andere werden als solche nicht erkannt bzw. nicht anerkannt.

## Erscheinungsformen
Erscheinungsformen von Überzeugungen, die häufig in fanatischer Weise vertreten werden, sind u. a. Ideologien, Extremismus, Rassismus, Fundamentalismus und religiöser Fanatismus.
In der Lingua tertii imperii beschreibt Victor Klemperer die Sprache des Nationalsozialismus anhand des Begriffs „fanatisch“: „Wenn einer lange genug für heldisch und tugendhaft: fanatisch sagt, glaubt er schließlich wirklich, ein Fanatiker sei ein tugendhafter Held.“ Die Sprache des Nationalsozialismus ist laut Klemperer eine Sprache des Glaubens, denn sie gründe sich auf Fanatismus.
Vom Begriff „Fanatiker“ zu unterscheiden ist der Begriff „Fan“, der weniger zur Kennzeichnung extremer Positionen verwendet wird, sondern mehr zur Bezeichnung von „Enthusiasmus für …“, und nicht primär eine politische, weltanschauliche oder religiöse Überzeugung meint, sondern z. B. überschwängliche Begeisterung für Sportler oder Popkünstler.

## Entstehung von Fanatismus
Nach Robert Spaemann hatte die westliche Zivilisation seit dem 17. Jahrhundert für unbedingte, sich dem universellen Diskurs entziehende Überzeugungen die absprechende Vokabel „Fanatismus“ bereit. Diese Bezeichnung habe von Katholiken gegen Protestanten und später von orthodoxen Protestanten gegen das Schwärmertum und schließlich von den Protagonisten der Aufklärung gegen jede Form von Offenbarungsglauben Verwendung gefunden.

## Bildung von extremistischen Gruppierungen bzw. Massenbewegungen
In welchem Umfang extreme Geisteshaltungen bzw. Ideologien Anhänger finden bzw. ob sie zu Massenbewegungen werden, ist von verschiedenen Faktoren abhängig. Besonders wesentlich sind in diesem Zusammenhang die wirtschaftliche und soziale Lage, aber auch die sozialpsychologische Situation der betreffenden sozialen Gruppen. In bestimmten historischen Situationen – in wirtschaftlichen Krisenzeiten, wenn große Bevölkerungsgruppen sich unterdrückt bzw. nicht anerkannt fühlen oder ihre Lage als perspektivlos empfinden – sind Menschen besonders anfällig für extreme Ideologien, besonders, wenn diese von demagogisch begabten, charismatischen Führerpersönlichkeiten wie z. B. Adolf Hitler, Benito Mussolini oder Josef Stalin vertreten werden.
Beispiele für derartige Massenbewegungen sind der deutsche Nationalsozialismus, der italienische Faschismus, der russische Bolschewismus und das mittelalterliche Kreuzrittertum, aber auch Gruppierungen wie die jüdische Zelotenbewegung (Bar Kochba), die RAF und verschiedene radikale muslimische Gruppierungen (u. a. al-Qaida, die IS-Bewegung usw.). Oft beruht dieser so genannte Fanatismus „auf einem Surplus. […] Es ist die Macht des ‚Wir-Gefühls‘ […]. Es ist kein ‚mieses‘, sondern ein enthusiastisches Gefühl, etwa in den mystischen Ritualen von Woodo-Gemeinden, Pfingstkirchen, Sufitänzen, Pilgerfahrten, aber auch in wie immer abgeschwächter Form bei Freitagsgebeten oder Messen.“
Es hat in nahezu jeder Geschichtsepoche Menschen gegeben, die von ihren Überzeugungen besessen waren, missionarischen Eifer entfalteten und gesellschaftliche, politische oder religiöse Bewegungen begründeten. Ob dies zu wünschenswerten Erneuerungen oder zu Fehlentwicklungen führt, hängt von den betreffenden Überzeugungen bzw. Glaubensinhalten ab. Auch bedeutende und einflussreiche Persönlichkeiten der Vergangenheit wie etwa der amerikanische Revolutionär Paul Revere oder der Südamerikaner Simon Bolivar können in diesem Sinne als Fanatiker gelten.

## Fanatismus aus psychologischer Perspektive
Fanatismus steht oft mit weiteren Persönlichkeitseigenschaften in Zusammenhang (siehe z. B. autoritärer Charakter). Zu nennen sind vor allem Intoleranz, Humorlosigkeit und fehlende Selbstironie, Aggression, Hass, Vereinfachung von Zusammenhängen, Mangel an Empathie, narzisstische Persönlichkeitsstruktur, Gewaltausübung. Daher ist Fanatismus oft ein erstes Anzeichen für das Vorliegen klinisch-psychologischer Störungen.
Aus psychologischer Perspektive gehört Fanatismus zu den Phänomenen, bei denen – auf der Basis bestimmter Konstellationen von Persönlichkeitseigenschaften – Teilaspekte des Lebens übermäßig idealisiert, d. h. emotional übermäßig  bewertet werden (siehe z. B. auch Idolisierung, Fetischismus oder Verhaltenssucht), was meistens zu Lasten einer ausgewogenen, realistischen Selbstregulation geht. Daraus kann sich eine erhebliche Einseitigkeit der Lebensführung ergeben und es können nicht zuletzt Spannungen mit Partnern oder Bezugspersonen entstehen.

„Fanatiker aller Couleur kennen keine Ambivalenzen, keinen Kompromiss und keinen Dialog. Sie würden dies als Verrat an ihrer heiligen Sache verurteilen. Ihr ganzer Lebensalltag wird von einer fixen, «überwertigen» Idee bestimmt, von deren unumstösslicher Wahrheit sie durchdrungen sind und die ihren Gedanken, Gefühlen und Handlungen eine hohe moralische Bedeutung verleiht.“